# Nemesia ilvae
Nemesia ilvae là một loài nhện trong họ Nemesiidae.
Nemesia ilvae được miêu tả năm 1950 bởi Caporiacco.